# Бойлан, Клэр
Клэр Бо́йлан (англ. Clare Boylan; 21 апреля 1948, Дублин, Ирландия — 16 мая 2006) — ирландская писательница, журналистка, критик массмедиа[неизвестный термин].

## Биография
Родилась в Дублине. Начала свою карьеру с журналистики, став корреспондентом (несуществующей ныне) газеты The Irish Press. В 1974 году, работая в Evening Press, была признана Лучшим журналистом года. Перед тем как окончательно отказаться от журналистики и выбрать профессию литератора, работала редактором глянцевого журнала Image.
Её перу принадлежат романы «Holy Pictures» (1983), «Last Resorts» (1984), «Black Baby» (1988), «Home Rule» (1992), «Room for a Single Lady» (1997) (был признан победителем на Spirit of Light Award), «Beloved Stranger» (1999) и «Эмма Браун» (2003). Последняя работа является вольным продолжением незаконченного романа Шарлотты Бронте «Эмма».
Рассказы Бойлан публиковались в авторских сборниках «A Nail on the Head» (1983), «Concerning Virgins» (1990) и «That Bad Woman» (1995). Фильм «Making Waves» был снят по её произведению «Some Ladies on a Tour», а позже номинирован на премию Оскар (1988).
Документальная литература: «The Agony and the Ego» (1994) и «The Literary Companion to Cats» (1994).
Именно она написала вступление к роману «Good Behaviour» Кейт О’Брайен и Молли Кин, который позже был инсценирован на радио BBC Radio 4 (2004).
В последние годы жила в графстве Уиклоу вместе с мужем Аланом Уилксом. Скончалась на пятьдесят девятом году жизни после продолжительной болезни (рака яичников).